# 市川昭介
市川 昭介（いちかわ しょうすけ、1933年（昭和8年）1月4日 - 2006年（平成18年）9月26日）は、日本の作曲家。

## 来歴・人物
福島県郡山市出身。福島県立郡山工業高等学校（現・福島県立郡山北工業高等学校）を卒業した18歳の頃、ハワイアンバンドでの歌手デビューを目指し上京。歌手の高倉敏、鶴田六郎らの付き人（かばん持ち）をする傍ら、作曲とピアノを独学で学ぶ。
1961年（昭和36年）、島倉千代子が歌い第3回日本レコード大賞作曲奨励賞を受賞した『恋しているんだもん』でデビュー。
1962年（昭和37年）、畠山みどりの『恋は神代の昔から』がミリオンセラーとなり、翌年の『出世街道』も連続のミリオンセラーを記録。1964年（昭和39年）、都はるみの『アンコ椿は恋の花』が3作目のミリオンセラーとなり大ヒット。以後『涙の連絡船』『好きになった人』『大阪しぐれ』など、都はるみの一連のヒット曲を作曲。都はるみを国民的演歌歌手に育て上げた。都はるみは恩師の市川を歌謡界の父親と慕っていた。
日本コロムビア、クラウンレコードの専属作曲家を務めた後、1974年（昭和49年）にフリーとなる。
市川の門下生には都はるみの他、ジュディ・オング、畠山みどり、五木ひろし、大川栄策、神野美伽、多岐川舞子、市川由紀乃、山口瑠美らがいる。
1990年（平成2年）から日本レコード大賞の実行委員長を務め、1998年（平成10年）からレコード大賞の制定委員を務めた。また、日本音楽著作権協会（JASRAC）の評議員、日本作曲家協会の副委員長も歴任した。
1992年（平成4年）、郡山市特別表彰。1996年（平成8年）、紫綬褒章受章。2004年（平成16年）、旭日小綬章受章。
2006年（平成18年）9月26日午前5時、肝不全のため東京都渋谷区の病院で死去。73歳没。戒名は浄樂院賢優昭韻居士。
2006年（平成18年）9月29日午後　川崎市立かわさき北部斎苑で火葬が行われた。

## 主な作品
- 石川さゆり
  - 滝の白糸
- 石川さゆり ＆ 琴風豪規
  - 東京めぐり愛
- 石原詢子
  - しあわせの花 （遺作）
- 市川由紀乃
  - 海峡氷雨
  - 絆坂
  - さいはて海峡
  - 海峡出船（最後の録音立会い曲）
- 五木ひろし
  - 細雪
  - 浪花盃
- 伊東ゆかり
  - さすらい（『西あきら』名義）
  - 瞳の中から（『西あきら』名義）
- 大川栄策
  - さざんかの宿
  - 恋吹雪
  - 盛り場おんな酒
  - 駅
  - 再会
- 大月みやこ
  - 別れてひとり
  - ふたりの灯
- 角川博
  - 伊豆の雨
- 川中美幸
  - 花咲港
- 岸川美好
  - 雪どけ
- 北原由紀
  - かしこい女じゃないけれど
- 伍代夏子
  - 忍ぶ雨
- 里見浩太朗
  - 夢がたり（時代劇『八百八町夢日記』第2シリーズ主題歌
- サムソン・クツワダ
  - 帰って来いよ
- 三條正人
  - あなたを待ちます
  - 挽歌
- 島倉千代子
  - 恋しているんだもん
  - 鳳仙花
  - 新宝塚音頭
- 嶋崎由理（後のしまざき由理）
  - ハクション大魔王の歌（テレビアニメ『ハクション大魔王』主題歌）
- 島津亜矢
  - 袴をはいた渡り鳥 (元々は畠山みどりに提供するはずだったが、諸事情で水前寺清子「涙を抱いた渡り鳥」として世に出たもののオリジナル)
- 子門真人
  - まんぱく音頭
  - マンガのマーチ
- ジュディ・オング
  - たそがれの赤い月
  - 悲しみの十字架（クロス）
  - 涙ぐむ星空
  - 海辺のメルヘン
  - さようなら17才 （詩：岩谷時子 ）
- 城みちる
  - イルカに乗った少年（『林あきら』名義）
- 神野美伽
  - 男船
  - 浪花そだち
  - 釜山海峡
- 水前寺清子
  - 涙を抱いた渡り鳥（『いづみゆたか』名義）
- 千葉由美
  - やるぞ一発！野球道（テレビアニメ『一発貫太くん』主題歌）
- 天童よしみ
  - これで決定いたします（『やまだ寿夫』名義）
- 内藤国雄＆石原詢子
  - 夜のおとぎばなし
- 中山たかし
  - 生きてこの道
- 橋幸夫
  - あばれ駒
- 畠山みどり
  - 恋は神代の昔から
  - 出世街道
- 広町心純
  - 七久里紅葉狩
- 舟木一夫
  - 絶唱
- 松原のぶえ
  - なみだの桟橋（森昌子のシングルをカバー）
- 美空ひばり
  - しのぶ/龍馬残影
  - 新宿波止場
  - ひばり仁義/この道を行く
  - 木更津くづし（『やまだ寿夫』名義）
  - 好きなのさ/酒は男の子守唄
  - 哀恋歌/うたかたの恋
- 都はるみ
  - 好きになった人
  - アンコ椿は恋の花
  - 涙の連絡船
  - 大阪しぐれ
  - 夫婦坂
  - 浮草ぐらし
  - レモン月夜の散歩道
- 村田英雄
  - 男吉良常
  - 皆の衆
  - 夫婦春秋
- 森昌子
  - なみだの桟橋
  - ためいき橋
- 吉田よしみ（後の天童よしみ）
  - 大ちゃん数え唄（テレビアニメ『いなかっぺ大将』主題歌）ほか多数
- 川越市立南古谷中学校校歌
- Category:市川昭介が制作した楽曲参照

## テレビ番組
- 家族そろって歌合戦（TBS、審査員）
- 全国対抗歌合戦（ABCテレビ、審査員）
- ルックルックこんにちは（日本テレビ、ドキュメント女ののど自慢（水曜）審査員。「昭ちゃん先生」の愛称で親しまれた）
- カラオケトライアル（ちばテレビ、審査員長。余談だが、この番組と『女ののど自慢』は夏木ゆたかが司会を務めた）
- 平成歌謡塾（コロムビアソングス制作、テレ玉・メ〜テレ他、司会）